# Anne Leucht
 Anne Leucht (* 7. November 1983 in Oelsnitz/Vogtl.) ist eine deutsche Mathematikerin und Hochschullehrerin. Sie ist Professorin an der Otto-Friedrich-Universität Bamberg. Ihre Forschungsinteressen umfassen Zeitreihenanalyse, statistische Tests und insbesondere Resampling-Methoden.

## Leben und Werk
Nach dem Abitur 2002 am Julius-Mosen-Gymnasium in Oelsnitz studierte Leucht an der Friedrich-Schiller-Universität Jena. Sie erhielt dort 2007 das Diplom in Wirtschaftsmathematik und war danach bis 2011 wissenschaftliche Mitarbeiterin. 2011 wurde sie in Mathematik an der Friedrich-Schiller-Universität Jena promoviert. Bis 2012 nahm sie eine Professurverwaltung an der Technischen Universität Braunschweig wahr, anschließend war sie Vertretungsprofessorin an der Universität Hamburg und Juniorprofessorin für Volkswirtschaftslehre an der Universität Mannheim. Von 2014 bis 2019 war sie Professorin für Stochastik mit Anwendungsbezug an der Technischen Universität Braunschweig. Seit 2019 ist sie Professorin für Mathematik in den Wirtschaftswissenschaften an der Otto-Friedrich-Universität Bamberg.

## Veröffentlichungen (Auswahl)
- mit Neumann, M. H.:  Consistency of general bootstrap methods for degenerate U- and V -type statistics. Journal of Multivariate Analysis 100, 1622–1633, 2009.
- Characteristic function-based hypothesis tests under weak dependence. Journal of Multivariate Analysis 108, 67–89, 2012.
- Degenerate U- and V-statistics under weak dependence: Asymptotic theory and bootstrap consistency. Bernoulli 18, 552–585, 2012.
- mit A., Neumann, M. H.: Degenerate U- and V-statistics under ergodicity: Asymptotics, bootstrap and applications in statistics. Annals of the Institute of Statistical Mathematics 65, 349–386, 2013.
- Jentsch, C., Leucht, A., Meyer, M., Beering, C.: Empirical characteristic function-based estimation and distance correlation for locally stationary processes. Journal of Time Series Analysis 41, 110–133, 2020.